# Richard von Mises
Richard Edler von Mises, avstrijski fizik in matematik, * 19. april 1883, Lemberg/Lvov Avstro-Ogrska (sedaj Lviv, Ukrajina), † 14. julij 1953, Boston, Massachusetts, ZDA.
Von Mises je deloval na področju mehanike trdnin, mehanike tekočin, aerodinamike, aeronavtike, statistike in verjetnostnega računa. Od leta 1944 je bil Gordon-McKayjev profesor aerodinamike in uporabne matematike na Univerzi Harvard.